# Serviço Federal de Segurança
O Serviço Federal de Segurança da Federação Russa (russo:  Федеральная Cлужба Безопасности Российской Федерации - ФСБ, tr. Federal'naya Sluzhba Bezopasnosti Rossiyskoy Federatsii -  FSB ) é a autoridade executiva federal que, dentro dos limites das suas competências, exerce a administração pública no campo da garantia da segurança da Federação Russa, no combate ao terrorismo, na  guarda e proteção das fronteiras do país, na proteção das águas marítimas interiores e do mar territorial, da zona econômica exclusiva, da plataforma continental da Federação e dos seus recursos naturais, na garantia de segurança da informação da Federação Russa  e na segurança do comércio. Implementa diretamente as principais atividades dos órgãos federais do serviço de segurança determinadas pela legislação do país, além de coordenar as atividades de contra-inteligência dos órgãos executivos federais habilitados a realizá-la. É o sucessor legal da KGB no que respeita a assuntos domésticos. Foi criado em 12 de abril de 1995.
Como principal sucessor do KGB soviética, é dotado do direito de realizar atividades de investigação e inquérito preliminares, busca operacional e inteligência. O FSB fornece serviço público civil militar e federal. Refere-se às organizações paramilitares estatais que têm o direito de adquirir armas militares, armas de mão, armas pequenas e outras. A gestão das atividades do FSB é realizada pelo Presidente da Federação Russa.
Segundo a legislação federal russa, o FSB é um serviço militar, tal como as forças armadas, o MVD, a Rosgvardiya, o FSO, o SVR, o FSKN e a defesa civil do EMERCOM, mas seus membros geralmente não usam uniformes militares.
O FSB é o principal responsável pela segurança interna do Estado russo, contraespionagem e luta contra o crime organizado, terrorismo e tráfico de drogas, enquanto a espionagem no exterior é a principal responsabilidade do Serviço de Inteligência Estrangeiro Russo, o sucessor da Primeira Diretoria do KGB, bem como do GRU, órgão do Ministério da Defesa da Rússia. No entanto, a Agência Federal de Comunicação e Informação Governamentais (FAPSI), ligada ao FSB, realiza a vigilância eletrônica no exterior. Todas as agências de aplicação da lei e de inteligência na Rússia trabalham sob a orientação do FSB, se necessário. No verão de 2006, o FSB recebeu o poder legal para se envolver em assassinatos seletivos de suspeitos de terrorismo no exterior da Rússia, se assim for ordenado pelo presidente.
Nos termos do artigo 32 da Lei Constitucional Federal sobre o Governo da Federação Russa, o FSB responde diretamente ao presidente do país e ao Diretor do FSB, enquanto membro do governo da Federação Russa que é chefiado pelo Presidente do Governo, relata para o presidente apenas; o diretor também, ex officio, é um membro permanente do Conselho de Segurança da Rússia, presidido pelo presidente e presidente do Comitê Nacional Antiterrorismo da Rússia.
O predecessor imediato do FSB foi o Serviço Federal de Contrainteligência (FSK) da Rússia, ele próprio um sucessor do KGB: em 3 de abril de 1995, o presidente russo Boris Yeltsin assinou uma lei exigindo uma reorganização do FSK, que resultou na criação do FSB. Em 2003, as responsabilidades do FSB foram ampliadas com a incorporação do Serviço de Guarda de Fronteira anteriormente independente e uma parte importante da extinta Agência Federal de Comunicação e Informação Governamentais (FAPSI). Os três principais componentes sucessores estruturais do antigo KGB que permanecem administrativamente independentes do FSB são o Serviço de Inteligência Estrangeira (SVR), o Serviço de Proteção Federal (FSO) e a Diretoria Principal de Programas Especiais do Presidente da Federação Russa (GUSP).

## Dirigentes
- Viktor Pavlovich Barannikov Janeiro de 1992 - Julho de 1993;
- Nikolai Mikhailovich Golushko Julho de 1993 - Fevereiro de 1994;
- Sergei Vadimovich Stepashin Fevereiro de 1994 - Junho de 1995;
- Mikhail Ivanovich Barsukov Julho de 1995 - Julho de 1996;
- Nikolai Dmitrievich Kovalev Julho de 1996 - Julho de 1998;
- Vladimir Vladimirovich Putin Julho de 1998 - Agosto de 1999;
- Nikolai Platonovich Patrushev desde agosto de 1999.

## História
O Serviço de Segurança Federal é uma das organizações sucessoras do Comitê Soviético de Segurança do Estado (KGB). Após a tentativa de golpe de 1991 - na qual algumas unidades do KGB, bem como o chefe do KGB, Vladimir Kryuchkov, desempenharam um papel importante - o KGB foi desmantelado e deixou de existir a partir de novembro de 1991. Em dezembro de 1991, duas agências governamentais responsáveis perante o presidente russo foram criadas pelos decretos do presidente Yeltsin com base nas principais diretorias relevantes do extinto KGB: Serviço de Inteligência Estrangeira (Rússia) (SVR, a antiga Primeira Diretoria Principal) e a Agência Federal de Comunicações e Informações Governamentais (FAPSI, reunindo as funções da antiga 8ª Direcção Principal e da 16ª Direcção Principal do KGB). Em janeiro de 1992, outra nova instituição, o Ministério da Segurança, assumiu as responsabilidades de segurança interna e de fronteira.  Após a crise constitucional de 1993, o Ministério da Segurança foi reorganizado em 21 de dezembro de 1993 no Serviço Federal de Contra-Inteligência (FSK). O FSK era chefiado por Sergei Stepashin. Antes do início das principais atividades militares da Primeira Guerra da Chechênia, o FSK era responsável pelas operações secretas contra os separatistas liderados por Dzhokhar Dudayev.
Em 3 de abril de 1995, o Presidente da Federação Russa, Boris Yeltsin, assinou a Lei Federal "Sobre os Órgãos do Serviço Federal de Segurança na Federação Russa", que entrou em vigor em 10 de abril de 1995 a partir da data de sua oficialização publicação na Coleção de Legislação da Federação Russa.  De acordo com ele, o Serviço Federal de Contra-inteligência da Federação Russa foi renomeado ao Serviço Federal de Segurança da Federação Russa, embora não tenham sido tomadas medidas organizacionais e de pessoal, os funcionários do serviço (incluindo o diretor e seus adjuntos) permaneceram em seus cargos sem reatribuições e recertificações. Em 23 de junho de 1995, as mudanças relevantes foram introduzidas "retroativamente" na estrutura do poder executivo federal. O mesmo decreto aprovou os regulamentos sobre o serviço e a estrutura de seu escritório central, que repetiu a estrutura da da Empresa Federal de Redes da Rússia com algumas exceções (o departamento de investigação foi recriado, o departamento de operações especiais apareceu e a secretaria foi transformada em departamento de assuntos).
Por Decreto do Presidente da Federação Russa nº 1280 de 20 de dezembro de 1995 “No estabelecimento do Dia dos Órgãos de Segurança da Federação Russa”, foi estabelecido um feriado profissional - Dia dos Órgãos de Segurança da Federação Russa, que é comemorado em 20 de dezembro - neste dia em 1917 foi criada a Tcheka.
Em 14 de agosto de 1996, o nome oficial do serviço foi alterado de "Serviço de Segurança Federal da Federação Russa" para "Serviço de Segurança Federal da Rússia". Em 9 de setembro de 1996, a renomeação foi cancelada. Em maio de 1997, foi realizada uma grande reorganização do escritório central: dos 22 departamentos, 5 permaneceram, os demais foram agrupados em 5 departamentos.
Em 1995, o FSK foi renomeado e reorganizado como Serviço de Segurança Federal (FSB) pela Lei Federal "Sobre o Serviço de Segurança Federal" (o título da lei alterada em junho de 2003) assinada pelo presidente em 3 de abril 1995.  As reformas do FSB foram completadas pelo decreto nº 633, assinado por Boris Yeltsin em 23 de junho de 1995. O decreto tornou as tarefas do FSB mais específicas, dando ao FSB direitos substanciais para conduzir o trabalho criptográfico e descreveu as atribuições do diretor do FSB. O número de vice-diretores foi aumentado para oito: 2 primeiros deputados, 5 deputados responsáveis por departamentos e diretorias e 1 vice-diretor chefiando a cidade de Moscou e a Direção Regional de Moscou . Yeltsin nomeou o coronel-general Mikhail Ivanovich Barsukov como o novo diretor do FSB. Em 1998, Yeltsin nomeou Vladimir Putin, um veterano do KGB que mais tarde sucederia a Yeltsin na presidência da Rússia, como diretor do FSB. Putin estava relutante em assumir a diretoria, mas uma vez nomeado, conduziu uma reorganização completa, que incluiu a demissão da maioria dos altos funcionários do FSB. Putin nomeou Nikolai Patrushev como chefe do FSB em 1999.
Depois que a principal ofensiva militar da Segunda Guerra da Chechênia terminou e os separatistas mudaram de tática para a guerra de guerrilha, o comando geral das forças federais na Chechênia foi transferido do exército para o FSB em janeiro de 2001. Enquanto o exército carecia de meios técnicos para rastrear a guerrilha grupos, o FSB sofria de inteligência humana insuficiente devido à sua incapacidade de construir redes de agentes e informantes. No outono de 2002, os separatistas lançaram uma campanha massiva de terrorismo contra os civis russos, incluindo o ataque ao teatro Dubrovka. A incapacidade das forças federais de conduzir operações antiterroristas eficientes levou o governo a transferir a responsabilidade de "manter a ordem" na Chechênia do FSB para o Ministério de Assuntos Internos (MVD) em julho de 2003.
Depois de se tornar presidente, Vladimir Putin deu início a uma grande reorganização do FSB. Em primeiro lugar, o FSB foi colocado sob o controle direto do Presidente por um decreto emitido em 17 de maio de 2000.  A estrutura interna da agência foi reformada por um decreto assinado em 17 de junho de 2000. Na estrutura resultante, o FSB deveria ter um diretor, um primeiro vice-diretor e nove outros vice-diretores, incluindo um possível secretário de estado e os chefes de seis departamentos: Departamento de Segurança Econômica, Departamento de Contra-espionagem, Serviço Organizacional e de Pessoal, Departamento de provisão de atividades, Departamento de Análise, Previsão e Estratégia Planejamento, Departamento de Proteção ao Sistema Constitucional e Combate ao Terrorismo.
Em 2003, as responsabilidades da agência foram consideravelmente ampliadas. O Serviço de Guarda de Fronteiras da Rússia, com seu pessoal de 210.000 pessoas, foi integrado ao FSB por meio de um decreto assinado em 11 de março de 2003. A fusão foi concluída em 1 de julho de 2003. Além disso, a Agência Federal de Comunicação e Informação Governamental (FAPSI) foi extinto, e o FSB passou a cumprir grande parte de suas funções, enquanto outras partes passaram para o Ministério da Defesa.  Entre as razões para este fortalecimento do FSB estava a maior necessidade de segurança após o aumento dos ataques terroristas contra civis russos, começando com a crise de reféns no teatro de Moscou; a necessidade de acabar com as lutas internas permanentes entre FSB, FAPSI e Guardas de Fronteira devido à sobreposição de funções; e a necessidade de uma resposta mais eficiente à migração, tráfico de drogas e comércio ilegal de armas. Também foi apontado que o FSB era a única base de poder do novo presidente, e a reestruturação, portanto, fortaleceu a posição de Putin.
Em 28 de junho de 2004, em um discurso para oficiais de alto escalão do FSB, Putin enfatizou três tarefas principais da agência: neutralizar a espionagem estrangeira, salvaguardar a segurança econômica e financeira do país e combater o crime organizado.  Em setembro de 2006, o FSB foi abalado por uma grande remodelação, que, combinada com algumas realocações anteriores (mais notavelmente, as dos diretores adjuntos do FSB, Yury Zaostrovtsev e Vladimir Anisimov, em 2004 e 2005, respectivamente), estava associada ao escândalo de corrupção Três Baleias, que se desenrolava lentamente desde 2000. Alguns analistas consideraram que as mudanças foram uma tentativa de minar a influência do Diretor do FSB, Nikolay Patrushev, já que sua equipe da Diretoria do KGB da Carélia,  entre o final dos anos 1980 ao início dos anos 1990, foi a que mais sofreu, e ele estava de férias durante os eventos.
Em 2008, a agência tinha um diretor, dois primeiros vice-diretores e 5 diretores-adjuntos, sendo constituída de nove divisões:
1. Contra-espionagem
2. Serviço de Defesa da Ordem Constitucional e Luta contra o Terrorismo
3. Serviço de Fronteira
4. Serviço de Segurança Econômica
5. Informações atuais e links internacionais
6. Serviço Organizacional e Pessoal
7. Departamento de Monitoramento
8. Serviço Científico e Técnico
9. Serviço de Segurança Organizacional

A partir da Crise dos reféns do teatro de Dubrovka, em Moscou, 2002, a Rússia enfrentou uma onda de atentados perpetrados por militantes islamistas. O FSB, sendo o principal órgão responsável pelas operações antiterroristas, esteve na linha de frente, no enfrentamento desses atentados. Durante as crises dos reféns do teatro Dubrovka e da escola de Beslan, as unidades do FSB Spetsnaz, Alpha Group e Vympel, desempenharam um papel fundamental nas operações de libertação de reféns. No entanto, seu desempenho foi criticado devido ao alto número de vítimas entre os reféns. Em 2006, o FSB obteve um grande êxito ao matar Shamil Basayev, o cérebro por trás da tragédia de Beslan e de vários outros atentados. Segundo o FSB, a operação foi planejada em seis meses e viabilizada devido ao aumento das atividades do FSB em países estrangeiros que forneciam armas aos guerrilheiros. Basayev foi rastreado pela vigilância desse tráfico de armas. Ele e outros militantes estavam se preparando para realizar um ataque na Inguchétia quando agentes do FSB destruíram seu comboio; 12 militantes foram mortos. Durante os últimos anos da segunda presidência de Vladimir Putin (2006-2008), os ataques de grupos armados na Rússia diminuíram, caindo de 257, em 2005, para 48, em 2007. O analista militar Vitaly Shlykov elogiou a eficácia dos órgãos de segurança da Rússia, dizendo que a experiência obtida na Chechênia e no Daguestão foi a chave para o sucesso. Em 2008, a revista americana  Foreign Policy citou a Rússia como  "o pior lugar para ser um terrorista" e destacou especialmente a disposição do país de priorizar a segurança nacional em detrimento dos direitos civis.  Em 2010, as forças russas, lideradas pelo FSB, haviam conseguido eliminar todos os líderes da insurgência chechena, exceto Dokka Umarov.

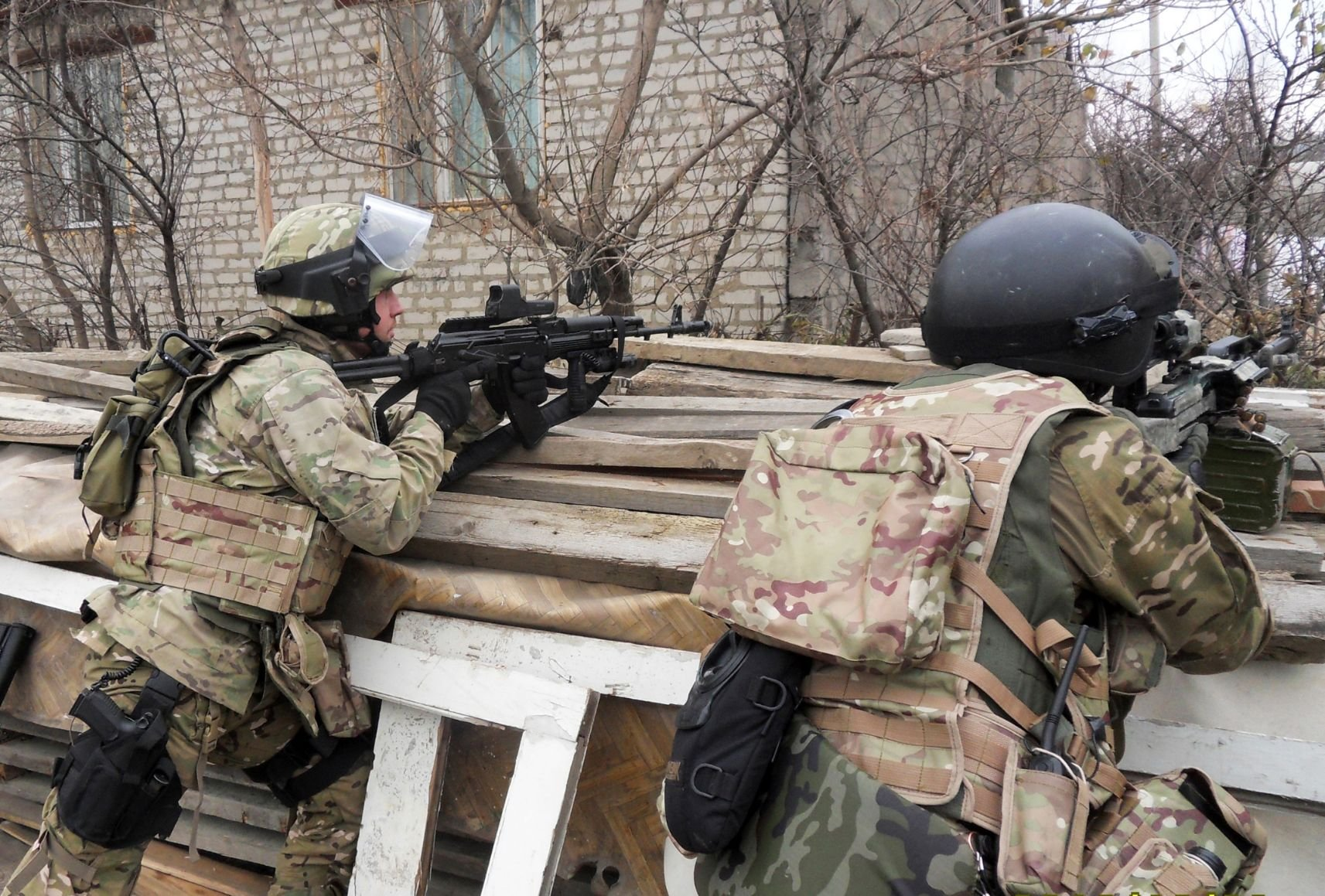
Militares das forças especiais do FSB durante a Insurgência no Cáucaso Norte, em 2010.

O Presidente da Federação Russa Vladmir Putin, por decreto, transferiu as funções do Serviço Federal de Fronteiras da Federação Russa e parte das funções da Agência Federal de Comunicações e Informações Governamentais sob o Presidente da Federação Russa para o FSB da Rússia. Em julho de 2004, foram criados serviços do Serviço Federal de Segurança em vez de departamentos; o número de vice-diretores foi reduzido de doze para quatro (incluindo os dois primeiros), em 11 de março de 2003.
Em 28 de agosto de 2006, Putin, também por decreto, mudou o uniforme dos funcionários de verde-oliva (armas combinadas) para azul-preto. Em 31 de julho de 2014, o primeiro-ministro da Federação Russa Dmitry Medvedev assinou o Decreto Governamental nº 743, segundo o qual redes sociais, fóruns e quaisquer sites de comunicação disponíveis para todos os usuários da Internet devem conectar equipamentos e softwares para forças de segurança de acordo com o plano de ação desenvolvido pelo FSB. Com isso, serviços especiais podem receber automaticamente informações sobre as ações dos usuários desses sites. Ao mesmo tempo, os representantes da indústria da Internet não estavam familiarizados com o texto final da lei, e também não se sabe a que custo o equipamento foi instalado.
A partir de 2009, o número de atentados na Rússia aumentou novamente, principalmente ataques suicidas. Entre fevereiro de 2005 e agosto de 2008, nenhum civil foi morto em tais ataques. No entanto, em 2008, pelo menos 17 pessoas foram mortas, e, em 2009 esse número subiu para 45.  Em março de 2010, militantes islâmicos realizaram atentados ao metrô de Moscou, que mataram 40 pessoas. Uma das duas explosões ocorreu na estação Lubyanka, perto da sede do FSB. O líder militante Doku Umarov - apelidado de "Osama Bin Laden da Rússia" - assumiu a responsabilidade pelos ataques. Em julho de 2010, o presidente Dmitry Medvedev ampliou os poderes do FSB no combate ao terrorismo. Agentes do FSB foram incumbidos de emitir alertas aos cidadãos sobre ações que poderiam vir a constituir crimes; caso não cumprissem as ordens desses agentes, os cidadãos poderiam ser presos por 15 dias. A regra foi duramente criticado por organizações de direitos humanos.

## Atividades
De acordo com o artigo 8 da Lei Federal de 3 de abril de 1995 nº 40-FZ “Sobre o Serviço Federal de Segurança” , as atividades do FSB da Rússia são realizadas nas seguintes áreas principais :
- atividades de contra-inteligência;
- luta contra o terrorismo;
- combate a formas de crime particularmente perigosas;
- atividades de inteligência;
- atividades de fronteira;
- garantindo a segurança da informação.
- implementação da segurança econômica.

Outras áreas de atividade dos órgãos do FSB da Rússia são determinadas pela legislação federal:
- luta contra a corrupção  .

Os direitos e obrigações do Serviço Federal de Segurança da Federação Russa são estabelecidos pelos Artigos 12 e 13 da lei federal "Sobre o Serviço Federal de Segurança" No. 40-FZ.

### Atividades de contra-inteligência
A atividade de contra-inteligência é a atividade dos órgãos do FSB da Rússia dentro de seus poderes para identificar, prevenir, suprimir inteligência e outras atividades de serviços e organizações especiais de estados estrangeiros, bem como indivíduos destinados a causar danos à segurança da Federação Russa. O Serviço de Contrainteligência do FSB da Rússia inclui o Departamento de Operações de Contrainteligência (DKRO/FSB) da Rússia, que possui uma unidade especial que lida exclusivamente com a CIA dos EUA. A unidade veio à tona após a exposição do agente da CIA dos EUA Ryan Fogle. Falando no conselho ampliado do FSB em 6 de março de 2019, Vladimir Putin observou que somente em 2018, as agências de contra-inteligência suprimiram as atividades de 129 oficiais de pessoal e 465 agentes de serviços especiais estrangeiros. “Vemos que as agências de inteligência estrangeiras estão se esforçando para aumentar sua atividade na direção russa, de todas as maneiras que buscam acesso a informações de natureza política, econômica, científica, tecnológica”, observou Putin.

### Combate ao Terrorismo
Os Órgãos do Serviço Federal de Segurança da Rússia, de acordo com a legislação da Federação Russa, realizam medidas de busca operacional para identificar, prevenir, suprimir e divulgar espionagem, atividades terroristas, crime organizado, corrupção, tráfico ilícito de armas e drogas, contrabando e outros crimes, cuja investigação e investigação preliminar sejam atribuídas por lei à sua jurisdição, bem como identificar, prevenir, reprimir e divulgar as atividades de grupos armados ilegais, grupos criminosos, indivíduos e associações públicas que visem alterar pela força o ordem constitucional da Federação Russa. Outras tarefas no campo do combate ao crime também podem ser atribuídas aos órgãos do FSB da Rússia por atos legais regulamentares de órgãos do governo federal.

### Serviços de Inteligência - busca de informações
As atividades do FSB da Rússia dentro da Federação Russa para a extração, entrega e processamento de informações classificadas relacionadas ao crime organizado e grupos terroristas. As atividades de inteligência fora da Federação Russa são realizadas pela agência de inteligência estrangeira - o Serviço de Inteligência Estrangeira da Rússia, de acordo com a Lei Federal da Federação Russa "Sobre Inteligência Estrangeira".

### Atividade de fronteira
As áreas de atividade fronteiriça são :
- proteção e proteção da fronteiras internacionais da Federação Russa, a fim de evitar alterações ilegais na passagem da fronteira da Federação Russa, para garantir o cumprimento por pessoas físicas e jurídicas do regime da fronteira estadual da Federação Russa, o regime fronteiriço e o regime nos postos de controle na fronteira estadual da Federação Russa;[35]
- proteção e proteção de interesses econômicos e outros interesses legítimos da Federação Russa dentro da área de fronteira, proteção de recursos biológicos marinhos dentro da zona econômica exclusiva e plataforma continental da Federação Russa, bem como proteção fora da zona econômica exclusiva da Federação Russa de estoques de espécies de peixes anádromos formados nos rios da Federação Russa, espécies transfronteiriças e altamente migratórias de acordo com os tratados internacionais da Federação Russa e (ou) a legislação da Federação Russa.[35]

### Garantindo a segurança da informação
Garantir a segurança da informação é a atividade dos órgãos do FSB da Rússia, realizada por eles dentro de suas competências:
- na formação e implementação da política estatal e científica e técnica no campo da segurança da informação, incluindo o uso de meios de engenharia e criptografia;[35]
- ao fornecer métodos criptográficos e de engenharia para a segurança de sistemas de informação e telecomunicações, bem como sistemas de comunicações criptografadas, secretas e outros tipos de comunicações especiais na Rússia e suas instituições localizadas fora da Rússia.
- licenciamento e certificação de certos tipos de atividades que dão acesso ao segredo de estado da Federação Russa.[35]

### Pessoal
Os órgãos do FSB da Rússia são dotados de pessoal (inclusive em base competitiva) e consistem em militares e civis. Além disso, os militares, com exceção do Serviço de Fronteiras, são recrutados principalmente de oficiais.

## Estrutura
Os órgãos do Serviço Federal de Segurança da Federação Russa incluem:
- Escritório do Comitê Nacional Antiterrorista (NAC)[35]
- O primeiro serviço é o Serviço de Contrainteligência (TFR)[35]
  - Departamento de Operações de Contrainteligência (DKRO)[35]
  - Departamento de Contra-inteligência Militar (DVKR). Supervisiona o Ministério da Defesa, o Estado-Maior e a Guarda Nacional. Os funcionários do DVKR estão localizados em cada Distrito Militar e em algumas unidades militares individuais, e também são destacados para a sede principal das Forças Aerotransportadas, a base GRU em Senezh e bases militares russas na Abkhazia, Armênia, Quirguistão, Tajiquistão, Transnístria, Síria e Vietnã.[35]
    - gestão operacional[35]
    - Unidade especial para a 12ª Diretoria Principal da Região de Moscou.[35]
    - Unidade especial para entrada de estrangeiros na federação russa.[35]
    - Unidade para a Guarda Russa.[35]
    - Departamento FSB para academias militares e institutos de pesquisa.[35]
    - Departamentos FSB para distritos militares: Ocidental, Oriental, Central, Sul[35]
    - Direcção do FSB para a Frota e Tropas do Báltico na Região de Kaliningrado.[35]
    - Direções FSB para a Frota do Norte, a Frota do Pacífico, a Frota do Mar Negro.[35]
    - Direcção do FSB para o Exército de Mísseis (27, 31, 33).[35]

  - Escritório para a Coordenação e Análise de Atividades de Contrainteligência (UKAKRD).[35]
  - Departamento de Apoio à Informação para Atividades Operativas e Investigativas (UIOORD).[35]
  - Diretoria de Eventos Especiais (USM).[35]
  - Escritório de contra-inteligência nas instalações.[35]
  - Centro de Segurança da Informação (CIB).[35]
- O segundo serviço é o Serviço de Proteção da Ordem Constitucional e Combate ao Terrorismo (SZKSBT).[35]
  - Escritório de Combate ao Terrorismo e Extremismo Político (UPTPE).[35]
  - Escritório de Combate ao Terrorismo Internacional (ODT).[35]
  - Gestão Organizacional e Operacional (OOU).[35]
  - Diretoria Operacional e Investigativa (ORU).[35]
  - Centro de Propósito Específico do FSB da Rússia (TsSN).[35]
    - Escritório "A" ("Alfa").[35]
    - Escritório "B" ("Vympel").[35]
    - Direcção "C" (Direcção de Operações Especiais - USO).[35]
    - Direcção "K" (Cáucaso, anteriormente o Serviço de Propósito Específico para a cidade de Essentuki (SN)).[35]
    - Direcção "T" (Tavrida) (Crimeia, anteriormente - 2º serviço "SN" (finalidade especial).[35]
    - Serviço para o uso de armas especiais (SPSV).[35]
- Terceiro serviço - Serviço científico e técnico
  - Diretoria de Comunicações Especiais.[35]
  - Centro de Proteção da Informação e Comunicações Especiais (8º centro).[35]
  - Departamento de encomendas e entregas de armas, equipamentos militares e especiais.[35]
  - Departamento de Medidas Operacionais e Técnicas (UOTM).[35]
  - Instituto de Pesquisa de Tecnologias da Informação.[35]
  - Centro de Pesquisa.[35]
- O quarto serviço é o Serviço de Segurança Econômica (SEB).[35]
  - Gabinete de apoio à contra-inteligência de empresas industriais ("P").[35]
  - Direcção de Apoio à Contra-inteligência dos Transportes e Comunicações ("T").
  - O Departamento de Apoio à Contrainteligência do Sistema de Crédito e Financeiro (“K”), o Departamento de Combate ao Contrabando e Tráfico Ilícito de Drogas (“N”) passaram a integrar o Departamento “K”.[35]
    - 1 departamento.[35]
    - 2 departamento (supervisiona bancos, companhias de seguros).[35]
    - 3, 4, 5 departamentos.[35]
    - 6 departamento (combate contra falsificadores, com falsificação de documentos de migração).[35]
    - 7 departamento (supervisiona as autoridades alfandegárias, luta contra o contrabando).[35]
    - 8 departamento (combate ao comércio ilegal de explosivos, produtos químicos e substâncias venenosas).[35]
    - Departamentos de combate ao tráfico de drogas, crime, ladrões na lei.[35]

  - Departamento financeiro.[35]
  - Gestão Organizacional e Analítica (OUA).[35]
- O quinto serviço é o Serviço de Informação Operacional e Relações Internacionais (SOIMS). O serviço opera no exterior, seus funcionários trabalham como conselheiros em muitas embaixadas russas e missões comerciais. O FSB interage com 204 serviços especiais, agências de aplicação da lei e estruturas de fronteira de 104 estados. O Quinto Serviço interage com a CIA, NSA, FBI, Mossad , BND (Alemanha). A cooperação decorre no âmbito da luta contra o terrorismo, a cibercriminalidade e a criminalidade organizada.[35]
  - Departamento de Informações Operacionais (DPI).[35]
  - Gerenciamento analítico.[35]
  - Departamento de Planejamento Estratégico.[35]
  - Departamento de Informação Aberta.[35]
  - Escritório de Cooperação Internacional (UMS).[35]
  - APFSB (aparelho de representantes do FSB em países estrangeiros).[35]
- O sexto serviço - o Serviço de trabalho organizacional e pessoal (SOCR) [35]
  - Departamento pessoal.[35]
  - Gestão organizacional e de pessoal.[35]
  - Escritório de Registros Especiais.[35]
- O sétimo serviço é o Serviço de Suporte às Atividades (SOD). Envolvido no apoio econômico e de construção do FSB.[35]
  - UMTO (Gestão de Logística).[35]
  - Departamento de Construção de Capital.[35]
  - Departamento de construção militar.[35]
  - Gestão financeira e econômica.[35]
  - Departamento de Armamento, Serviço de Inspeção Técnica e Supervisão de Incêndios (OViSPN).[35]
  - Divisões regionais.[35]
- Gestão "M" (apoio de contra-inteligência do Ministério de Assuntos Internos da Rússia, o Ministério de Situações de Emergência da Rússia, o Ministério da Justiça da Rússia e outros órgãos). Segundo algumas informações, a Direcção "M" tornou-se uma subdivisão separada, faz parte da Administração Central do FSB e reporta ao diretor do FSB.[35]
  - Primeiro serviço[35]
    - O primeiro departamento (supervisiona o escritório central do Ministério da Administração Interna).[35]
    - O segundo departamento (controle dos departamentos do Ministério da Administração Interna, implementação do ORM, trabalho secreto)
    - Terceiro departamento (departamento de informações).[35]
    - Quarto departamento (trabalho administrativo, arquivo).[35]

  - Segundo serviço (supervisionado pelo Ministério de Situações de Emergência).[35]
    - Primeiro e segundo departamentos.[35]

  - Terceiro serviço (supervisionado pelo Ministério da Justiça e pelo Serviço Penitenciário Federal).[35]
    - Primeiro e segundo departamentos.[35]
- Diretoria de Segurança Interna (OSB) [35]
  - O primeiro serviço (controle do arquivo central da FSB).[35]
  - O segundo serviço (controle de unidades subordinadas ao arquivo central da FSB).[35]
  - Terceiro serviço (controle dos departamentos regionais do FSB).[35]
  - Quarto serviço (controle de oficiais do FSB destacados).[35]
  - Quinto Serviço.[35]
  - Sexto serviço (proteção estatal de testemunhas, apoio operacional de casos criminais).[35]
- Serviço de Controle (CS) - inspeções programadas e auditorias financeiras nas unidades do FSB.[35]
  - Departamento de Inspeção.[35]
  - Departamento de Controle e Auditoria.[35]
  - Inspeção de Pessoal.[35]
- Departamento de Investigação (SU).[35]
- Gerenciamento de pesquisa operacional.[35]
- Escritório de contra-inteligência de rádio.[35]
- Departamento de Registro e Fundos de Arquivo (URAF).[35]
- Centro de Equipamentos Especiais FSB;[35]
  - Instituto de Criminalística da FSB.[35]
- Escritórios, centros, divisões[35]
  - Direções (departamentos) do FSB da Rússia para regiões individuais e entidades constituintes da Federação Russa (agências de segurança territorial).[35]
  - outros departamentos (departamentos) do FSB da Rússia exercendo certos poderes deste órgão ou garantindo as atividades dos órgãos do FSB da Rússia (outras agências de segurança).[35]
  - Formações de aviação, ferrovia, transporte motorizado, centros de treinamento especial, unidades de propósito específico, empresas, instituições de ensino, pesquisa, perícia, forense, unidades médicas militares e de construção militar, sanatórios e outras instituições ou unidades destinadas a garantir as atividades do serviço de segurança federal.[35]

## Liderança
A liderança do FSB na Rússia é, atualmente (fevereiro/2022) composta por:
- Diretor: Alexander Bortnikov, General do Exército, desde 12 de maio de 2008.[37]
- Primeiro Vice-Diretor: Sergey Korolev . Nomeado por decreto  Putin em 24 de fevereiro de 2021.[37]

## Estimativa da Composição
O pessoal dos funcionários, incluindo funcionários públicos do FSB da Rússia, é um segredo de Estado. O Escritório Federal Alemão para a Proteção da Constituição estima que o FSB emprega cerca de 350.000 pessoas. Destes, 66.200 são militares, incluindo cerca de 8.000 forças especiais do FSB (Alfa, Vympel e outros grupos). Também emprega funcionários do Serviço de Guarda de Fronteiras, são aproximadamente cerca de 160.000 a 200.000 pessoas.

## Emplacamento de veículos oficiais do FSB
Os números das placas dos veículos oficiais são: (a) Código de placas de veículos do FSB da Rússia - 10; (b) Serviço de Fronteiras do FSB da Rússia - 12.

## Reação sobre a criação da Guarda Nacional
Em 5 de abril de 2016, o secretário de imprensa do presidente russo Vladimir Putin, Dmitry Peskov, disse que a criação das Tropas da Guarda Nacional, que substituirá as Tropas Internas do Ministério da Administração Interna da Rússia, não está associada a uma crise de confiança em outras estruturas de poder.  No mesmo dia, o chefe do sindicato de policiais de Moscou, Mikhail Pashkin, observou que as funções da Guarda Nacional coincidiriam parcialmente com as funções do FSB da Rússia, em particular, nas tarefas de combate ao terrorismo. O Major General Vasily Eremenko, FSB aposentado da Rússia, sugeriu que a Guarda Nacional, ao contrário do FSB da Rússia, conduziria grandes operações antiterroristas dentro do país.  A empresa americana de inteligência e análise Stratfor considerou a criação da Guarda Nacional como uma tentativa do presidente Vladimir Putin de se proteger da possível deslealdade de outras agências de aplicação da lei, incluindo as forças armadas, "no caso de um golpe de estado ".

## Agências de inteligência semelhantes
São similares ao FSB:
- EUA , FBI/NSA.
- Reino Unido - MI5
- Alemanha - Serviço Federal para a Proteção da Constituição Alemã, Serviço Militar de Contrainteligência.
- República Checa  - Serviço de Segurança e Informação
- Polônia - Agência de Segurança Interna
- Suécia - SEPO
- China - Ministério da Segurança do Estado da República Popular da China.
- Israel  - Shabak.
- Irã  – Ministério da Informação do Irã.
- Síria  - Direção Geral de Segurança.
- Afeganistão  - Direção Nacional de Segurança.
- Ucrânia  - Serviço de Segurança da Ucrânia.
- Bielorrússia - Comitê de Segurança do Estado da Bielorrússia.
- Cazaquistão - Comitê de Segurança Nacional do Cazaquistão.
- Geórgia - Serviço de Segurança do Estado da Geórgia.
- Armênia - Serviço de Segurança Nacional da Armênia.
- Quirguistão - Comitê Estadual de Segurança Nacional.
- Uzbequistão - Serviço de Segurança do Estado.
- Turcomenistão - Ministério da Segurança Nacional do Turcomenistão
- Estônia – Polícia de Segurança da Estônia.
- Brasil: atividades de inteligência em contra-inteligência de estado dispersa por diversos órgãos - ABIN (serviço de inteligência),[45] Departamento da Polícia Federal (atividades de contrainteligência),[46] Centro de Inteligência do Exército,[47]  Centro de Inteligência da Marinha,[48] Centro de Inteligência da Aeronáutica,[49] Gabinete de Segurança Institucional,[50] Secretaria da Receita Federal, em sua Coordenação-Geral de Pesquisa e Investigação - Copei.[51]